# Cabo Kinsey
O Cabo Kinsey (69° 19′ S, 158° 48′ L) é um cabo coberto de gelo no lado leste da Baía de Davies. Foi descoberto em fevereiro de 1911 pelo tenente H.L.L. Pennell, Marinha Real, da Expedição Antártica Britânica sob o comando de Scott. Foi batizado pela Expedição Antártica Britânica com o nome do Sr. J.J. Kinsey, que foi o representante oficial da expedição em Christchurch, Nova Zelândia.